# Fiston Abdul Razak
Fiston Abdul Razak (Bujumbura, 5 settembre 1993) è un calciatore burundese, attaccante dell'Ibri Club.

## Caratteristiche tecniche
È un centravanti.

## Carriera

### Nazionale
Ha esordito con la nazionale burundese il 2 dicembre 2009 in occasione dell'incontro di Coppa CECAFA perso 2-0 contro l'Uganda.

## Palmarès

### Club

#### Competizioni nazionali
- Primus National Football League: 1

Rayon Sports: 2013
- Premier Soccer League: 1

Mamelodi Sundowns: 2015-2016
- Coppa di Lega sudafricana: 1

Mamelodi Sundowns: 2015

#### Competizioni internazionali
- CAF Champions League: 1

Mamelodi Sundowns: 2016